# The Road to Cincinnati
«The Road to Cincinnati» (укр. «Дорога на Цинциннаті») — восьма серія тридцять другого сезону мультсеріалу «Сімпсони», прем'єра якої відбулась 29 листопада 2020 року у США на телеканалі «Fox».

## Сюжет
У школі інспектор Чалмерз проводить зустріч з обговоренням з'їзду національних освітян, «Edu-Con», у Цинциннаті. Чалмерз вирішує взяти директора Фінча як свого партнера замість директора Скіннера.
Під час відбування покарання Барт закликає Скіннера активізуватися, щоб виграти місце біля Чалмерза. Наступного ранку перед від'їздом Фінч телефонує Чалмерзу, повідомляючи, що отруївся. Скіннер користується своїм шансом, і Ґері неохоче погоджується.
На борту літака у Чалмерза виникають напади паніки через його страх перед польотами. Після спричинення гармидера їх обох виганяють назад у Спрінґфілдський аеропорт.
Єдиний вихід для пари — їхати разом на «Buick-у» Агнес Скіннер 800 миль. Нудьгуючи від дискусій Скіннера про чилі, Чалмерз підбирає кількох попутників. В авто вони починають імпровізувати Шекспіра, що дратує Ґері так, що вони ледь не зіткнулися з вантажівкою та зрештою врізалися в силос, знищивши машину.
У будівлі суду округу Конклін у судді, що розглядає справу Чалмерза і Скіннера поганий настрій: її викликали у вихідний, коли у неї мав бути манікюр. Скіннер витягує свій манікюрний набір і обробляє нігті судді. За це вона забуває про інцидент та їм нову машину для поїздки, її «Cutlass».
На півдорозі вони зупиняються для перекусу в барі для велосипедистів. Ґері та Сеймур просять пива, але бармен каже, що вони його не подають, через що Чалмерз починає гнівну ланцюгову реакцію, в результаті якої велосипедисти починають слідувати за ними по дорозі. Коли через велосипедистів Скіннер і Чалмерз врізаються у стовп, Скіннер покидає машину, і повертається із м'язистими ветеранами Збройних сил США на інвалідних візках. Велосипедисти втікають у своєму фургоні підтримки, а за ним ветерани.
На ніч вони зупиняються у готелі завдяки готельним балам, які збирає Сеймур. Наступного ранку Скіннер підслуховує розмову між Чалмерзом і Фінчем, які домовлялися звільнити Скіннера, щоб Фінч міг зайняти його посаду. Ґері таки погоджується дотримати свого слова, що розлючує Сеймура. Під час їхньої бійки Скіннер пробовкує, що саме він накидав чорну цвіль на поке Фінча, а Чалмерз розповідає, що Сеймур йому ніколи не подобався. Скіннер їде на авто судді додому, а Чалмерз їде автостопом до Цинциннаті.
Коли Скіннера зупиняє поліцейський з Конкліну, він випадково виявляє, що залишаючи готель вони з Чалмерзом переплутали піджаки… У кишені Скіннер знаходить картки-підказки Чалмерза для промови.
На «Edu-Con» Чалмерза викликають до промови. Виявивши, що піджак не той, він починає розповідати складну історію своєї подорожі, і незабаром розуміє, як багато для нього означає Скіннер. Тієї ж миті до зали приходить Сеймур, і вони обіймаються. Чалмерз виголошує свою промову, а у Спрінґфілдській школі Скіннер розповідає про це Барту.
У фінальній сцені в будинку Сімпсонів Мардж оголошує, що сім'я йде на імпровізацію Шекспіра, яку ставлять попутники Скіннера і Чалмерза.

## Виробницитво
Спочатку серія «Treehouse of Horror XXXI» мала вийти 18 жовтня 2020 року, серія «The 7 Beer Itch» — 1 листопада, а серія «The Road to Cincinnati» ― 8 жовтня як 4, 5 і 6 серії сезону відповідно. Однак, через сьому гру Чемпіонської серії національної ліги США з бейсболу епізод «Treehouse of Horror XXXI» було пересунено на 2 тижні, «The 7 Beer Itch» — на тиждень, 8 листопада. Водночас, серія «Podcast News» вийшла як 6 серія сезону замість «The Road to Cincinnati», яку своєю чергою було відсунено до 29 листопада.
У видаленій сцені персонаж Макса Девіса на відео у літаку мав перевтілитися у диявола.

## Цікаві факти та культурні відсилання
- У серії є відсилання до мему «парених котлет» (англ. «Steamed Hams») із серії 7 сезону «22 Short Films About Springfield». Авто героїв проїжджає повз кафе «Steamed Hams»[7].
- У момент плутанини піджаків їх колірна схема однакова, хоча насправді піджаки Скіннера і Чалмерза мають дещо різні кольори[8].
- У фінальних титрах при появі акторів озвучування показано персонажів, яких вони озвучили.

## Ставлення критиків і глядачів
Під час прем'єри серію переглянули 1,63 млн осіб з рейтингом 0.6, що зробило її найпопулярнішим шоу на каналі «Fox» тієї ночі.
Тоні Сокол з «Den of Geek» дав серії три з п'яти зірок, сказавши, що серія «вимощена надто добрими намірами».
Водночас, Джессі Берета із сайту «Bubbleblabber» оцінив серію на 9/10, сказавши:
|  | Найбільш захоплюючим результатом цієї серії було те, що вона дала другорядним персонажам повний час [тривалості серії], щоб розповісти свою історію. Ми звикли до двосюжетних епізодів, у яких подібні персонажі переживають свої пригоди, тоді як у домі Сімпсонів відбувається щось інше. Не дивно, що це було краще. |

Згідно з голосуванням на сайті The NoHomers Club більшість фанатів оцінили серію на 4/5 із середньою оцінкою 3,67/5.